# Content (1717)
Pour les articles homonymes, voir Content.
Le Content est un navire de guerre français en service de 1717 à 1749. C'est un vaisseau de deuxième rang, le premier portant 60 canons construit sous Louis XV. Il fait partie de ce petit nombre de bâtiments lancés dans les vingt-cinq premières années du règne de Louis XV, période de paix marquée par de faibles crédits pour la Marine.

## Présentation
Lancé à Lorient en mars 1717, il est acquis par la Compagnie des Indes en février 1719. La Compagnie l'affrète de 1719 à 1723 et il réalise ainsi plusieurs voyages. Le premier dure de novembre 1719 au printemps 1720. Parti de Lorient, il fait voile vers la Louisiane puis revient à Saint-Malo. Le second à partir de ce port en novembre 1720 et emmène le navire au Pérou avant son retour à Brest en janvier 1723 où il est désarmé.
Repris par la Marine royale française, il subit un radoub à Brest en 1737.
Le 8 mai 1744, sous les ordres du capitaine de vaisseau Hubert de Brienne de Conflans, et aux côtés du Mars commandé par Étienne de Perier, il participe à la prise du Northumberland vaisseau britannique de 72 canons, après un combat de plusieurs heures.
En mai 1747, il est acquis par la Compagnie des Indes. Armé à Brest, il part pour Lorient puis fait voile vers les Indes. Après une escale à l'île de France, il arrive à destination et repart pour Port Louis où il est désarmé en septembre 1748, après trente-deux ans de service.
Son ultime voyage a sans doute lieu peu après car on sait qu'il appareille de l'île et qu'on l'y retrouve désarmé en février 1749. Transformé en ponton, il est mis à la casse en avril 1749.